# Edvige Reinach
Edvige Reinach, nata Edvige Guglielmetti (Torino, 15 settembre 1869 – Torino, 25 dicembre 1918), è stata un'attrice italiana.

## Biografia
Si fece notare a sedici anni, nel 1886, allieva di Domenico Bassi a Torino. Venne scritturata nella Compagnia Drammatica Nazionale in occasione dell'inaugurazione del Teatro Drammatico Nazionale di Roma il 28 luglio 1886. Nell'estate 1887 con Giovanni Emanuel in tournée in Sud America. Con la compagnia Virginia Marini per il triennio 1888-91. Nel 1891 in tournée con Andrea Maggi nell'America del Sud e sposa di Enrico Reinach. Con la compagnia Pasta-Garzes-Reinach (1892-94). Con la compagnia drammatica Reinach-Talli (1894-95).
Nel 1897 entrò nella compagnia Raspantini-Gramatica, con Irma Gramatica e la direzione di Enrico Reinach. Nel dicembre 1899 venne promossa prima attrice in sostituzione di Irma Gramatica malata. Poi prima attrice con la Reinach-Pieri (1900-1902), con la Reinach-Tovagliari (1904), con Mario Fumagalli per la riapertura del Teatro dei Filodrammatici di Milano (1904). Dal 1º dicembre 1905 con la Caimmi-Zoncada in sostituzione di Gemma Caimmi malata. Nel triennio 1906-1909 prima attrice della Talli e Soci diretta da Virgilio Talli.
Nel triennio 1909-12 prese parte alla Compagnia Stabile Romana del Teatro Argentina di Roma diretta da Ettore Paladini. Tra i tanti ruoli interpretati: Vivie Warren nella prima italiana de La professione della signora Warren; Ginevra nella prima assoluta de La cena delle beffe; Puck nella prima integrale in Italia di Sogno di una notte di mezza estate.
Nel 1912 venne scritturata da Tina Di Lorenzo e Armando Falconi per la Compagnia drammatica del Teatro Manzoni di Milano, diretta da Marco Praga. Nel settembre 1912 la Reinach lasciò la Compagnia lamentando che le venivano assegnate poche parti da prima attrice per poi intentare una causa legale davanti al Tribunale civile di Milano.
Nella stagione 1913-14 prima attrice nella Palmarini-Grassi, diretta da Silvio Zambaldi, in sostituzione di Mercedes Brignone. Dal 16 giugno 1914 nella compagnia di Ruggero Ruggeri.
Morì a Torino il 25 dicembre 1918, probabilmente di influenza spagnola nell'assistere la madre morente.

## Teatro
elenco parziale:
- Le due dame, di Paolo Ferrari, Torino, Teatro Carignano, 19 febbraio 1888
- Il marito di Babette, di Henri Meilhac e Philippe Gille, Torino, Teatro Carignano, 29 febbraio 1888
- Neva, di Cesare Chiusoli, Torino, Teatro Carignano, 20 marzo 1988
- Le sorprese del divorzio, di Alexandre Bisson e Antony Mars, Firenze, Teatro Niccolini, 11 maggio 1888
- Fernanda, di Victorien Sardou, Torino, Teatro Alfieri, 1º ottobre 1889
- La sicurezza delle famiglie, di Albin Valabrègue, Torino, Teatro Alfieri, 2 ottobre 1889
- Lotta per la vita, di Alphonse Daudet, Milano, Teatro Manzoni, 5 dicembre 1889
- Le vergini, di Marco Praga, Milano, Teatro Manzoni, 16 dicembre 1889
- Lagrime false, di G. Costetti, Torino, Teatro Gerbino, 6 ottobre 1892
- Frou Frou, di Henri Meilhac e Ludovic Halévy, Torino, Teatro Gerbino, 5 novembre 1893
- Casa paterna, di Hermann Sudermann, Torino, Teatro Gerbino, 6 novembre 1893
- La spilla, di Debelly, Torino, Teatro Gerbino, 1º dicembre 1893
- L'erede, di Marco Praga, Torino, Teatro Gerbino, 4 dicembre 1893
- Dura lex, di Giannino Antona Traversi, Milano, Teatro Manzoni, 27 gennaio 1894
- Irreparabile, di Edoardo Calandra, Torino, Teatro Gerbino, 4 aprile 1894
- Una partita a scacchi, di Giuseppe Giacosa, Torino, Teatro Gerbino, 11 aprile 1894
- Ma camarade, di Henri Meilhac e Philippe Gille, Milano, Teatro Manzoni, 21 novembre 1894 (in sostituzione di Virginia Reiter)
- Un fallimento, di Bjørnstjerne Bjørnson, Torino, Teatro Gerbino, 4 gennaio 1895
- Romanzo di un giovane povero, di Octave Feuillet, Torino, Teatro Carignano, 3 gennaio 1898
- Il pastore, di Pierre Berton e F. Schürmann, Milano, Teatro Manzoni, 2 maggio 1898
- Amore senza stima, di Paolo Ferrari, Bologna, Arena del Sole, 7 giugno 1898
- Cause ed effetti, di Paolo Ferrari, Bologna, Arena del Sole, 10 giugno 1898
- La rosa azzurra, di Annie Vivanti, Bologna, Arena del Sole, 22 luglio 1898
- La scuola del marito, di Giannino Antona Traversi, Torino, Teatro Carignano, 18 gennaio 1899
- Giorgetta Lemeunier, di Maurice Donnay, Torino, Teatro Carignano, 8 febbraio 1899
- Le due coscienze, di Gerolamo Rovetta, Bergamo, Teatro Donizetti, 1º dicembre 1900
- Francillon, di Alexandre Dumas (figlio), Milano, Teatro Olimpia, 31 maggio 1902
- Casa paterna, di Hermann Sudermann, Milano, Teatro Olimpia, 4 giugno 1902
- La trilogia di Dorina, di Gerolamo Rovetta, Milano, Teatro Olimpia, 4 luglio 1902
- Testolina sventata, di Théodore Barrière ed Edmond Gondinet, Milano, Teatro Olimpia, 15 luglio 1902
- Andreina, di Victorien Sardou, Milano, Teatro Olimpia, 20 luglio 1902
- El sur Pedrin ai bagn, di Edoardo Ferravilla, Teatro Olimpia, 22 luglio 1902
- Amanti, di Maurice Donnay, Milano, Teatro Olimpia, 28 luglio 1902
- Le vergini, di Marco Praga, Milano, Teatro Olimpia, 30 luglio 1902
- L'infedele, di Roberto Bracco, Firenze, Teatro Niccolini, 12 febbraio 1904
- La Passerelle, di Fred de Gresac e Francis de Croisset, Firenze, Teatro Niccolini, 12 febbraio 1904
- Otello, di William Shakespeare, Firenze, Teatro della Pergola, 15 novembre 1904
- Amleto, di William Shakespeare, Firenze, Teatro della Pergola, 18 novembre 1904
- Salomè, di Oscar Wilde, Milano, Teatro dei Filodrammatici, 30 dicembre 1904
- Le prime armi, di Umberto Ferrigni, Bologna, Teatro Duse, 16 marzo 1906
- Demi monde, di Alexandre Dumas (figlio), Firenze, Politeama Nazionale, 30 maggio 1906
- La trovata del brasiliano, di Hancey e Armont, Roma, Teatro Costanzi, 1º giugno 1906
- L'albergo dei poveri, di Maksim Gor'kij, Roma, Teatro Costanzi, 2 giugno 1906
- Florette e Patapon, di Maurice Hennequin e Pierre Veber, Roma, Teatro Costanzi, 4 giugno 1906
- La mamma del vescovo, di Valentino Carrera, Roma, Teatro Costanzi, 17 giugno 1906
- Una catena, di Eugène Scribe, Roma, Teatro Costanzi, 20 giugno 1906
- Il duello, di Henri Lavedan, Roma, Teatro Costanzi, 21 giugno 1906
- Il signor Piegois, Alfred Capus, Roma, Teatro Costanzi, 23 giugno 1906
- Il signor Alfonso, di Alexandre Dumas (figlio), Roma, Teatro Costanzi, 28 giugno 1906
- I morti, di Ugo Falena, Roma, Teatro Costanzi, 30 giugno 1906
- Il domino rosa, di Alfred Delacour e Alfred Hennequin, Roma, Teatro Costanzi, 5 luglio 1906
- La cugina, di Leo di Castelnuovo, Torino, Teatro Alfieri, 15 novembre 1906
- La scintilla, di Alfredo Testoni, Torino, Teatro Alfieri, 15 dicembre 1906
- Zazà, di Pierre Berton e Charles Simon, Torino, Teatro Alfieri, 21 dicembre 1906
- La flotta degli emigranti, di Vincenzo Morello, Roma, Teatro Argentina, 10 gennaio 1907
- Niente di dazio?, di Maurice Hennequin e Pierre Veber, Milano, Teatro Manzoni, 12 gennaio 1907
- Miquette e sua madre, di Gaston de Caillavet e Robert de Flers, Milano, Teatro Manzoni, 11 febbraio 1907
- L'ignota, di Ettore Moschino, Milano, Teatro Olimpia, 2 ottobre 1907
- La modella, di Alfredo Testoni, Milano, Teatro Olimpia, 9 ottobre 1907
- Lucciole sulla neve, di Clarice Tartufari, Milano, Teatro Olimpia, 18 ottobre 1907
- Il mondo della noia, di Édouard Pailleron, Torino, Teatro Alfieri, 24 dicembre 1907
- L'amore veglia, di Gaston de Caillavet e Robert de Flers, Torino, Teatro Alfieri, 10 gennaio 1908
- Venti giorni all'ombra, di Maurice Hennequin e Pierre Veber, Torino, Teatro Alfieri, 10 febbraio 1908
- L'altro, di Paul e Victor Margueritte, Milano, Teatro Manzoni, 13 aprile 1908
- Il Re, di Gaston Arman de Caillavet, Robert de Flers ed Emmanuel Arène, Torino, Teatro Alfieri, 25 settembre 1908
- Intermezzo poetico, di Enrico Annibale Butti, Roma, Teatro Valle, 9 dicembre 1908
- La maschera di Bruto, di Sem Benelli, Roma, Teatro Argentina, 6 marzo 1909
- La professione della signora Warren, di George Bernard Shaw, Roma, Teatro Argentina, 9 marzo 1909
- Alla vigilia, di Leopold Kampf, Roma, Teatro Argentina, 15 marzo 1909
- Le Giacobine, di Abel Hermant, Roma, Teatro Argentina, 30 marzo 1909
- Il divo, di Nino Martoglio, Roma, Teatro Argentina, 3 aprile 1909
- La buona figliola, di Sabatino Lopez, Roma, Teatro Argentina, 12 aprile 1909
- La cena delle beffe, di Sem Benelli, Roma, Teatro Argentina, 16 aprile 1909
- La vedova scaltra, di Carlo Goldoni, Roma, Teatro Argentina, 1º dicembre 1909
- Nel paese della fortuna, di Enrico Annibale Butti, Roma, Teatro Argentina, 8 dicembre 1909
- Conosci te stesso, di Paul Hervieu, Roma, Teatro Argentina, 15 dicembre 1909
- Il malefico anello, di Vincenzo Morello, Roma, Teatro Argentina, 18 dicembre 1909
- Sogno di una notte di mezza estate, di William Shakespeare, Roma, Teatro Argentina, 1º febbraio 1910
- L'amore dei tre re, di Sem Benelli, Roma, Teatro Argentina, 16 aprile 1910
- Giovine Italia, di Domenico Tumiati, Milano, Teatro Dal Verme, 13 giugno 1910
- Il Mantellaccio, di Sem Benelli, Roma, Teatro Argentina, 31 marzo 1911
- Il settimo sacramento, di Guido Podrecca, Roma, Teatro Costanzi, 12 luglio 1911
- I mariti, di Achille Torelli, Milano, Teatro Manzoni, 11 marzo 1912
- La straniera, di Alexandre Dumas (figlio), Milano, Teatro Manzoni, 18 marzo 1912
- La buona figliola, di Sabatino Lopez, Milano, Teatro Manzoni, 21 marzo 1912
- Monsieur Betsy, di Alexis Méténier, Milano, Teatro Manzoni, 3 aprile 1912
- Il mondo della noia, di Édouard Pailleron, Milano, Teatro Manzoni, 9 aprile 1912
- La trilogia di Dorina, di Gerolamo Rovetta, Milano, Teatro Manzoni, 24 aprile 1912
- Le vie della salute, di Enrico Annibale Butti, Genova, Teatro Paganini, 18 febbraio 1913
- Resa a discrezione, di Giuseppe Giacosa, Milano, Teatro Olimpia, 22 marzo 1913
- La sveglia, di Rosa Massara De Capitani, Milano, Teatro Olimpia, 31 marzo 1913
- Lo strappo, di Emanuele Castelbarco, Milano, Teatro Olimpia, 3 aprile 1913
- La via più lunga, di Henri Bernstein, Milano, Teatro Olimpia, 14 aprile 1913
- Il terzo marito, di Sabatino Lopez, Torino, Teatro Carignano, 13 settembre 1913
- Il perfetto amore, di Roberto Bracco, Torino, Teatro Carignano, 17 settembre 1913
- La felicità degli altri, di Gigi Michelotti, Torino, Teatro Carignano, 22 settembre 1913
- Due che s'amano, di Silvio Zambaldi, Milano, Teatro Manzoni, 6 ottobre 1913
- Sansone, di Henri Bernstein, Milano, Kursaal Diana, 1º settembre 1914
- Un figlio d'America, di Pierre Veber e Marcel Gerbidon, Milano, Kursaal Diana, 4 settembre 1914
- L'imboscata, di Henry Kistemaeckers, Milano, Kursaal Diana, 5 settembre 1914
- Lo sparviero, di Francis de Croisset, Milano, Kursaal Diana, 10 settembre 1914
- Più che l'onore, di Gabriele D'Annunzio, Milano, Kursaal Diana, 11 settembre 1914
- Le marionette, di Pierre Wolf, Milano, Kursaal Diana, 18 settembre 1914
- Il piccolo santo, di Roberto Bracco, Napoli, Teatro Fiorentino, 27 novembre 1914
- Goldoni e le sue sedici commedie nuove, di Paolo Ferrari, Milano, Teatro Dal Verme, 19 febbraio 1915
- L'infedele, di Roberto Bracco, Milano, Società del Giardino, 3 maggio 1915